# Crédit pour tous
Pour plus de détails, voir Fiche technique et Distribution.
Crédit pour tous est un film français, réalisé par Jean-Pierre Mocky, sorti en 2011.

## Synopsis
Bien que chômeur, Gobert doit rembourser les 40 crédits qu'il a souscrits. Dans le lotissement où il habite, les huissiers pullulent. Gobert va organiser la résistance, et mettre sur pied un système de crédit original et populaire, au point de susciter l'intérêt des plus hautes instances du gouvernement.

## Fiche technique
- Réalisation : Jean-Pierre Mocky
- Scénario : Patrick Rambaud et Jean-Pierre Mocky
- Montage : Michel Cosma
- Décors : Damien Chutaux
- Costumes : Emmanuelle Weber
- Son : Francis Bonfanti
- Musique : Vladimir Cosma
- Affiche du film : Thomas Ueberschlag et Alain Roche
- Production : Mocky Delicious Products
- Tournage : 15 au 30 juin 2010
- Lieux de tournage : Paris, Neuilly-Plaisance
- Budget : 450 000 euros
- Sortie : 2011
- Durée : 90 minutes
- couleur
- Genre : comédie
- Date de sortie :
  - France : 30 mars 2011

## Distribution
- Dominique Pinon : Gobert
- Arielle Dombasle : Mme Gobert
- Michèle Bernier : Mme Rombaldi
- Rufus : Pistille
- Jean Abeillé : le commissaire Mandrin
- François Toumarkine : le colonel
- Christian Chauvaud : Mouchard
- Freddy Bournane : l'huissier
- Eriko Takeda : la Japonaise
- Michel Francini : le banquier Arnold
- Noël Simsolo : M. Renovex
- Jean-Marie Blanche : Moutonnet
- Christophe Salengro : le président
- Laurent Biras : le présentateur
- Christophe Bier : un banquier
- Jean-Claude Baudracco : le voisin irascible (non crédité)